# Pepel (Sierra Leone)
Pepel ist ein Ort in Sierra Leone. Er befindet sich auf der gleichnamigen, durch einen schmalen Fluss vom Festland getrennten Flussinsel. Sie ist mit einer Auto- und Eisenbahnbrücke vom gegenüberliegenden Festlandort Sengbe verbunden.
Pepel liegt im Chiefdom Lokomasama (auch  Loko Massama), Distrikt Port Loko in der North West Province und ist durch den Sierra Leone River von der Hauptstadt Freetown getrennt. Die Einwohner gehören vorwiegend der Ethnie der Temne an.
Am Ort befindet sich der Hafen Pepel, von dem vor allem Eisenerz verschifft wird. Neben dem Hafen sind Fischerei und Reisanbau weitere Einnahmequellen der Bevölkerung.